# Petite Bibliothèque des Théâtres
Die Petite Bibliothèque des Théâtres (Kleine Theaterbibliothek) ist eine französische Buchreihe mit Werken der Theaterliteratur, die am Vorabend der Französischen Revolution erschien.

## Kurzeinführung
Die Sammlung aus dem 18. Jahrhundert trägt den Untertitel: Contenant un recueil des meilleures Pieces du Théatre François, Tragique, Comique, Lyrique & Bouffon, depuis l’origine des Spectacles en France, jusqu’à nos jours. Die Sammlung wurde zwischen 1783 und 1789 durch das Bureau de la Petite Bibliothèque des Théatres veröffentlicht. Die nach Genres unterteilte Petite bibliothèque des théâtres wurde von Nicolas-Thomas Le Prince (1749–1818), Sekretär der Bibliothèque du roi von 1789 bis 1792, und Jean-Baptiste Baudrais (1749–1832) zusammengestellt. Sie enthält, wie ihr Untertitel besagt „eine Sammlung der besten Stücke des französischen Theaters, Tragique, Comique, Lyrique & Bouffon, von den Anfängen der Schauspiele in Frankreich bis heute“.
Die gesamte Sammlung umfasst 72 Bände und erschien bei Paris bei Bellin und Brunet. Zur Vervollständigung der Sammlung erschienen noch acht Bände von Baudrais als Supplement (73–75, 76–80). Die Veröffentlichung, die 81 Bände umfassen sollte und nur 80 umfasste, wurde eingestellt, als eine große Anzahl von Subskribenten in die Emigration ging.
Die Sammlung war dazu  bestimmt, den dramatischen Reichtum (richesses dramatiques) Frankreichs in allen Gattungen (dans tous les genres) zusammenzustellen, insbesondere für die Provinzbewohner und diejenigen, die einen Teil des Jahres auf dem Land verbringen und Theaterwerke lesen oder spielen.

## Bände
Die folgende Übersicht erhebt keinen Anspruch auf Aktualität oder Vollständigkeit:
1783
1. Chef-d’œuvre de Mairet. Vie de Mairet, suivie du catalogue de ses pièces, et précédée de son portrait. Sophonisbe, tragédie. Chef-d’œuvre de du Ryer. Vie de du Ryer, suivie du catalogue de ses pièces, et précédée de son portrait. Scévole, tragédie.
2. Chef-d’œuvres de Quinault. Vie de Quinault, suivie du catalogue de ses pièces, et précédée de son portrait. La Mère coquette, ou les Amans brouillés, comédie. L’Amant indiscret, ou le Maître étourdi, comédie.
3. Chef-d’œuvres de La Drevetière de l’Isle. Vie de La Drevetière de l’Isle, suivie du catalogue de ses pièces. Arlequin sauvage, comédie, suivie d’un vaudeville gravé. Thimon le misanthrope, comédie. Le Faucon et les Oies de Bocace, comédie, suivie d’un vaudeville gravé.

1784
1. Chef-d’œuvre de Rotrou. Vie de Rotrou, suivie du catalogue de ses pièces, et précédée de son portrait. Venceslas, tragédie. Chef-d’œuvre de Tristan L’Hermite. Vie de Tristan L’Hermite, suivie du catalogue de ses pièces, et précédée de son portrait. Mariamne, tragédie.
2. Chef-d’œuvres de Philippe Poisson. Vie de Philippe Poisson, suivie du catalogue de ses pièces. Le Procureur arbitre, comédie [page de titre datée 1783]. Alcibiade, comédie. L’Impromptu de campagne, comédie. Le Mariage fait par lettre-de-change, comédie. Les Ruses d’amour, comédie.
3. Danaus, tragi-comédie, de de l’Isle, suivie d’un vaudeville gravé. Le Valet auteur, comédie, de de l’Isle. Chef-d’œuvre d’Autreau. Vie d’Autreau, suivie du catalogue de ses pièces. Le Port-à-l’Anglois, ou les Nouvelles débarquées, comédie, suivie d’airs gravés.
4. Chef-d’œuvre de Longepierre. Vie de Longepierre, suivie du catalogue de ses pièces, et précédée de son portrait. Médée, tragédie. Chef-d’œuvre de Guymond de La Touche. Vie de Guimond de La Touche. Iphigénie en Tauride, tragédie. La Mort de Solon, tragédie [anonyme attribuée à Pierre Corneille].
5. La Magie de l’amour, comédie, par Autreau, suivie d’un vaudeville gravé. Les Faux Amis démasqués, comédie, par Autreau. Le Somnambule, comédie [anonyme, attribuée à Antoine de Ferriol]. Le Cercle, ou la Soirée à la mode, comédie, de Poinsinet, suivie d’un vaudeville gravé.
6. Œuvres de Poinsinet. Vie de Poinsinet, suivie du catalogue de ses pièces, et précédée de son portrait. Le Sorcier, comédie lyrique, mêlées d’ariettes, suivie d’airs gravés. Tom Jones, comédie lyrique, imitée du roman anglois de Fielding, suivie d’airs gravés. Œuvres de Baurans. Vie de Baurans. La Servante maîtresse, comédie lyrique, suivie d’airs gravés. Le Maître de musique, comédie lyrique, suivie d’airs gravés.
7. Chef-d’œuvres de La Fosse. Vie de La Fosse, suivie du catalogue de ses pièces. Polyxène, tragédie. Manlius Capitolinus, tragédie. Coriolan, tragédie, par de La Harpe.
8. Les Fêtes de l’Amour et de Bacchus, pastorale, de Quinault, suivie d’airs gravés. Cadmus et Hermione, tragédie lyrique, de Quinault, suivie d’airs gravés. Alceste, ou le Triomphe d’Alcide, tragédie lyrique, de Quinault, suivie d’airs gravés. Thésée, tragédie lyrique, de Quinault, suivie d’airs gravés.
9. Avis sur les petits théâtres. Le Sabotier, ou les Huit sols, comédie [anonyme]. Le Rival par amitié, ou Frontin Quakre, comédie, par Madame de F** [Bodard de Tezay]. Gilles ravisseur, comédie parade, par d’Helle. Jérome pointu, comédie, par de Beaunoir. Les Quatre Coins, pastorale, par de Beaunoir. L’Anglois, ou le Fou raisonnable, comédie, par J. Patrat.

1785
1. Chef-d’œuvres de P. Corneille. Vie de P. Corneille, suivie du catalogue de ses pièces, et précédée de son portrait. Le Cid, tragédie, et pièces relatives.
2. Le Menteur, comédie, de P. Corneille. D. Sanche d’Aragon, comédie-héroïque, de P. Corneille.
3. L’Amante romanesque, ou la Capricieuse, comédie, par Autreau. Les Amans ignorans, comédie, par Autreau. La Fille inquiète, ou le Besoin d’aimer, comédie, par Autreau.
4. Horace, tragédie, de P. Corneille. Cinna, ou la Clémence d’Auguste, tragédie, de P. Corneille. Polyeucte, martyr, tragédie, par P. Corneille.
5. Œuvres de Scarron. Vie de Scarron, suivie du catalogue de ses pièces, et précédée de son portrait. Jodelet, ou le Maître valet, comédie. D. Japhet d’Arménie, comédie.
6. Pompée, tragédie, de P. Corneille. Rodogune, princesse des Parthes, tragédie, de P. Corneille. Héraclius, empereur d’Orient, tragédie, de P. Corneille.
7. Démocrite prétendu fou, comédie, par Autreau. Œuvres de l’abbé d’Allainval. Vie de l’abbé d’Allainval, suivie du catalogue de ses pièces. L’Embarras des richesses, comédie, suivie de vaudevilles gravés. Œuvres de mademoiselle Monicault. Notice de la vie de mademoiselle Monicault. Le Dédain affecté, comédie.
8. Œuvres de La Fontaine. Vie de La Fontaine, suivie du catalogue de ses pièces, et précédée de son portrait. Le Florentin, comédie. La Coupe enchantée, comédie. Je vous prends sans vert, comédie, suivie de vaudevilles gravés. Œuvres de Champmêlé. Vie de Champmêlé, suivie du catalogue de ses pièces, et précédée de son portrait. Les Grisettes, ou Crispin, chevalier, comédie.
9. Œuvres de Vadé. Vie de Vadé, suivie du catalogue de ses pièces, et précédée de son portrait. Le Poirier, opéra comique, suivi d’airs gravés. Le Suffisant, opéra comique, suivi d’airs gravés. Les Troqueurs, intermède, suivi d’airs gravés. Le Trompeur trompé, ou la Rencontre imprévue, opéra comique, suivi d’airs gravés. Sancho Pança dans son Isle, opéra bouffon, de Poinsinet, suivi d’airs gravés.
10. Nicomède, tragédie, de P. Corneille. Sertorius, tragédie, de P. Corneille. Othon, tragédie, de P. Corneille.
11. Atys, tragédie, de Quinault, suivie d’airs gravés [page de titre datée 1784]. Isis, tragédie, de Quinault, suivie d’airs gravés. Proserpine, tragédie, de Quinault, suivie d’airs gravés.
12. L’Amour quêteur, comédie, par de Beaunoir. Vénus pélerine, comédie, par de Beaunoir. L’Hymen et le dieu jaune, comédie, par de Beaunoir. La Musicomanie, comédie [par Nicolas Médard Audinot]. La Matinée du comédien de Persépolis, comédie [par Xavier Aubryet]. Les Deux Sœurs, comédie, par Mlle de Saint-Léger [Geille, dite Colleville]. Les Trois Damis, comédie [par Bodard de Tezay]. [à la fin :] Table des douze volumes de la première année (1784) de la Petite Bibliothèque des théâtres. Table des douze volumes de la seconde année (1785) de la Petite Bibliothèque des théâtres.

1786
1. Chef-d’œuvres de T. Corneille. Vie de T. Corneille, suivie du catalogue de ses pièces, et précédée de son portrait. Ariane, tragédie. Le Comte d’Essex, tragédie.
2. Le Baron d’Albikrac, comédie, par T. Corneille. Le Festin de Pierre, comédie, de T. Corneille.
3. Jérôme et Fanchonnette, pastorale, par Vadé, suivie d’airs gravés. Nicaise, opéra comique, par Vadé, suivi d’airs gravés. Les Raccoleurs, opéra comique, par Vadé, suivi d’airs gravés. La Veuve indécise, opéra comique, de Vadé, suivi d’airs gravés. La Canadienne, comédie, par Vadé.
4. Œuvres de Jean Racine. Vie de J. Racine, suivie du catalogue de ses pièces, et précédée de son portrait. La Thébaïde, ou les Frères ennemis, tragédie. Alexandre le Grand, tragédie. Andromaque, tragédie.
5. Le Triomphe de l’Amour, ballet, par Quinault, suivi d’airs gravés. Persée, tragédie, de Quinault, suivie d’airs gravés. Phaéton, tragédie, de Quinault, suivie d’airs gravés. Amadis, tragédie, par Quinault, suivie d’airs gravés.
6. Chef-d’œuvres de Boursault. Vie de Boursault, suivie du catalogue de ses pièces. Le Mercure galant, ou la Comédie sans titre, comédie. Les Fables d’Ésope, ou Ésope à la ville, comédie.
7. Chef-d’œuvres de Houdart de La Motte. Vie de Houdart de La Motte, suivie du catalogue de ses pièces, et précédée de son portrait. Inès de Castro, tragédie. Chef-d’œuvres de La Noue. Vie de La Noue, suivie du catalogue de ses pièces, et précédée de son portrait. Mahomet second, tragédie.
8. Ésope à la cour, comédie-héroïque, par Boursault. Les Plaideurs, comédie, de Racine. Le Magnifique, comédie, par Houdart de La Motte.
9. Chef-d’œuvres de Joly. Vie de Joly, suivie du catalogue de ses pièces, et précédée de son portrait. La Capricieuse, comédie. La Femme jalouse, comédie. Le Retour de Mars, comédie, par de La Noue, suivie d’un air gravé.
10. La Coquette corrigée, comédie, par de La Noue. L’Obstiné, comédie, par de La Noue. L’École des amans, comédie, par Joly.
11. Chef-d’œuvres de Brueys. Vie de Brueys, suivie du catalogue de ses pièces, et précédée de son portrait. L’Avocat Patelin, comédie. Le Muet, comédie, par Brueys et Palaprat.
12. Ésope à la foire, comédie [anonyme]. Le Danger des liaisons, comédie, par de Beaunoir. Annette et Basile, mélodrame comique, par Guillemain. La Ruse d’amour, ou l’Épreuve, comédie, par Maillé de Marencour, suivie d’airs gravés. Pierre Bagnolet et Claude Bagnolet, comédie, par de Ville. Les Deux Frères, ou les Vertus de l’enfance, comédie [par Thomas de Cursay].

1787
1. Chef-d’œuvres de Palaprat. Vie de Palaprat, suivie du catalogue de ses pièces, et précédée de son portrait. Le Ballet extravagant, comédie. Le Grondeur, comédie, par Brueys et Palaprat. Chef-d’œuvres de Boindin. Vie de Boindin, suivie du catalogue de ses pièces. Les Trois Gascons, comédie, suivie d’un vaudeville gravé. Le Port de mer, comédie, suivie d’un vaudeville gravé.
2. Chef-d’œuvres de Beauchamps. Vie de Beauchamps, suivie du catalogue de ses pièces. Le Portrait, comédie. Les Effets du dépit, comédie. Les Amans réunis, comédie. Chef-d’œuvre de Cérou. L’Amant, auteur et valet, comédie.
3. Britannicus, tragédie, de Racine. Bérénice, tragédie, de Racine. Bajazet, tragédie, de Racine.
4. Roland, tragédie, par Quinault, suivie d’airs gravés. Le Temple de la paix, ballet, de Quinault, suivi d’airs gravés. Armide, tragédie, de Quinault, suivie d’airs gravés. Théonis, ou le Toucher, pastorale, de Poinsinet, suivie d’airs gravés. Ernelinde, tragédie, de Poinsinet, suivie d’airs gravés.
5. Les Précieuses ridicules, comédie, de Molière. L’École des maris, comédie, de Molière. L’École des femmes, comédie, de Molière.
6. Œuvres de d’Hele. Vie de d’Hele. Le Jugement de Midas, comédie, suivie d’airs gravés. Les Fausses Apparences, ou l’Amant jaloux, comédie, suivie d’airs gravés. Les Événemens imprévus, comédie, suivie d’airs gravés.
7. Esther, tragédie, par Racine. Athalie, tragédie, de Racine.
8. Chef-d’œuvres de Molière. Vie de Molière, suivie du catalogue de ses pièces, et précédée de son portrait. L’Étourdi, ou les Contre-tems, comédie. Le Dépit amoureux, comédie.
9. Chef-d’œuvres de Montfleury. Vie de Montfleury, suivie du catalogue de ses pièces, et précédée de son portrait. La Femme juge et partie, comédie. L’École des bourgeois, comédie, par l’abbé d’Allainval.
10. Mithridate, tragédie, de Racine. Iphigénie, tragédie, de Racine. Phèdre, tragédie, de Racine.
11. Chef-d’œuvres de Gresset. Vie de Gresset, précédée de son portrait.  Sidney, comédie. Le Méchant, comédie. Chef-d’œuvre de Guyot de Merville. Vie de Guyot de Merville, suivie du catalogue de ses pièces.  Le Consentement forcé, comédie.
12. Le Sculpteur, ou la Femme comme il y en a peu, comédie, par de Beaunoir. Les Caprices de Proserpine, ou les Enfers à la moderne, comédie, par Pujoulx. La Solitude, comédie, par Guillemain. Le Pouvoir de la nature, ou la Suite de la ruse d’amour, comédie lyrique, par Maillé de Marencour. L’Elève de la nature, mélodrame, par Mayeur de Saint-Paul. L’Orgueilleuse, comédie, par Gabiot de Salins.

1788
1. Tartuffe, ou l’Imposteur, comédie, de Molière. Le Misantrope [sic], comédie, de Molière.
2. Édouard III, tragédie, de Gresset. Gustave-Wasa, tragédie, de Piron.
3. L’Amour médecin, comédie, par Molière. Le Médecin malgré lui, comédie, de Molière. Le Sicilien, ou l’Amour peintre, comédie, de Molière. L’Avare, comédie, de Molière.
4. Chef-d’œuvre de Piron. Vie de Piron, suivie du catalogue de ses pièces, et précédée de son portrait. La Métromanie, comédie.
5. Amphitryon, comédie, de Molière. George Dandin, ou le Mari confondu, comédie, de Molière. Monsieur de Pourceaugnac, comédie, par Molière.
6. Le Bourgeois gentilhomme, comédie-ballet, par Molière. Les Fourberies de Scapin, comédie, de Molière. La Comtesse d’Escarbagnas, comédie, de Molière.
7. Chef-d’œuvres de Saurin. Vie de Saurin, suivie du catalogue de ses pièces, et précédée de son portrait. Spartacus, tragédie. Blanche et Guiscard, tragédie. Béverlei, tragédie-bourgeoise.
8. Les Femmes savantes, comédie, de Molière. Le Malade imaginaire, comédie-ballet, par Molière.
9. Les Mœurs du tems, comédie, par Saurin. L’Anglomane, ou l’Orpheline léguée, comédie, par Saurin. Chef-d’œuvre de La Chapelle. Vie de La Chapelle, suivie du catalogue de ses pièces. Les Carrosses d’Orléans, comédie. Chef-d’œuvre de Lafont. Vie de Lafont, suivie du catalogue de ses pièces.  Les Trois Frères rivaux, comédie. Le Naufrage, ou la Pompe funèbre de Crispin, de Lafont, comédie [page de titre datée 1789].
10. Chef-d’œuvres de Campistron. Vie de Campistron, suivie du catalogue de ses pièces, et précédée de son portrait. Le Jaloux désabusé, comédie. Chef-d’œuvre de Du Vaure. Notice sur Du Vaure. Le Faux Savant, comédie.
11. Chef-d’œuvre de Le Franc de Pompignan. Vie de Le Franc de Pompignan, suivie du catalogue de ses pièces, et précédée de son portrait. Didon, tragédie. Andronic, tragédie, de Campistron. Tiridate, tragédie, de Campistron.
12. Guerre ouverte, ou Ruse contre ruse, comédie, par Dumaniant. L’Heureux Dépit, comédie lyrique, par Roquil Lieutaud. L’Artiste infortuné, ou la Famille vertueuse, comédie, par d’Estival de Braban. Le Marchand d’esprit et le Marchand de mémoire, comédie, par Sedaine de Sarcy. [à la fin :] Table des années 1784, 1785, 1786, 1787 et 1788, de la Petite Bibliothèque des théâtres, telle qu’elle doit être reliée.

1789
1. Chef-d’œuvres de Crébillon. Vie de Crébillon, suivie du catalogue de ses pièces, et précédée de son portrait. Atrée et Thyeste, tragédie. Électre, tragédie. Rhadamysthe et Zénobie, tragédie.
2. Chef-d’œuvres de Le Sage. Vie de Le Sage, suivie du catalogue de ses pièces, et précédée de son portrait. Crispin rival de son maître, comédie. Turcaret, comédie.
3. Chef-d’œuvres de Baron. Vie de Baron, suivie du catalogue de ses pièces, et précédée de son portrait. L’Homme à bonne fortune, comédie. L’Andrienne, comédie.
4. Chef-d’œuvres de Boissy. Vie de Boissy, suivie du catalogue de ses pièces. Le Babillard, comédie. Le François à Londres, comédie. Les Dehors trompeurs, ou l’Homme du jour, comédie. L’Époux par supercherie, comédie.
5. Chef-d’œuvres de Belloy. Vie de de Belloy, suivie du catalogue de ses pièces, et précédée de son portrait. Zelmire, tragédie. Le Siège de Calais, tragédie.
6. Gaston et Bayard, tragédie, par de Belloy. Gabrielle de Vergy, tragédie, par de Belloy.
7. Chef-d’œuvres de Néricault Destouches. Vie de Néricault Destouches, suivie du catalogue de ses pièces, et précédée de son portrait. Le Triple Mariage, comédie. Le Philosophe marié, ou le Mari honteux de l’être, comédie.
8. Le Glorieux, comédie, de Néricault Destouches. La Fausse Agnès, ou le Poète campagnard, comédie, de Néricault Destouches.
9. Chef-d’œuvres de Fagan. Vie de Fagan, suivie du catalogue de ses pièces. La Pupille, comédie. Le Rendez-vous, ou l’Amour supposé, comédie. L’Étourderie, comédie. Les Originaux, comédie.
10. Le Dissipateur, ou l’Honnête Friponne, comédie, de Néricault Destouches. Le Tambour nocturne, ou le Mari devin, comédie angloise, accomodée au théâtre françois, par Néricault Destouches.
11. Théâtre choisi de Collé. Tome premier. Vie de Collé, suivie du catalogue de ses pièces. Dupuis et des Ronais, comédie. La Partie de chasse de Henri IV, comédie.
12. Théâtre choisi de Collé. Tome second. Le Galant escroc, comédie, précédée des Adieux de la parade, prologue. La Vérité dans le vin, ou les Désagrémens de la galanterie, comédie. La Tête à perruque, ou le Bailli, petit conte dramatique.

weitere
- 73-75. Essais historiques sur l’origine et les progrès de l’art dramatique en France. Paris, Bureau de la Petite bibliothèque des théâtres, rue des Moulins, butte S. Roch, n° 11, Bélin, libraire rue S. Jacques, et Brunet, libraire, rue de Marivaux, place du Théâtre italien, 1784–1786, 3 vol. in-18 [le 4e n’est jamais paru].
- 76-80. Étrennes de Polymnie. Choix de chansons, romances, vaudevilles, &c. Paris, Bureau de la Petite Bibliothèque des théâtres, Bélin, Brunet, […] et tous les marchands de musique et de nouveautés, 1785–1789, 5 vol. in-18. [les deux premiers gravés par Le Roy « l’aîné », graveur de musique, place de Cambrai]